# Metastivalius lasiurus
Metastivalius lasiurus är en loppart som först beskrevs av Jordan et Rothschild 1922.  Metastivalius lasiurus ingår i släktet Metastivalius och familjen Stivaliidae. Inga underarter finns listade i Catalogue of Life.